# Русское Тюгульбаево
Русское Тюгульбаево — деревня в Алькеевском районе Татарстана. Входит в состав Кошкинского сельского поселения.

## География
Находится в южной части Татарстана на расстоянии приблизительно 19 км по прямой на западо-юго-запад от районного центра села Базарные Матаки у речки Бездна.

## История
Основана в первой половине XVIII века. Упоминалась также как Бездна. По мере угасания деревни часть дворов была скуплена азербайджанцами.

## Население
Постоянных жителей было: в 1782 — 63 души мужского пола, в 1859 — 385, в 1897 — 917, в 1908 — 433, в 1920 — 480, в 1926 — 289, в 1938 — 172, в 1949 — 157, в 1958 — 142, в 1970 — 79, в 1979 — 52, в 1989 и 2002 — по 13, в 2002 — 13 (азербайджанцы 38 %), 4 в 2010.